# Spárta

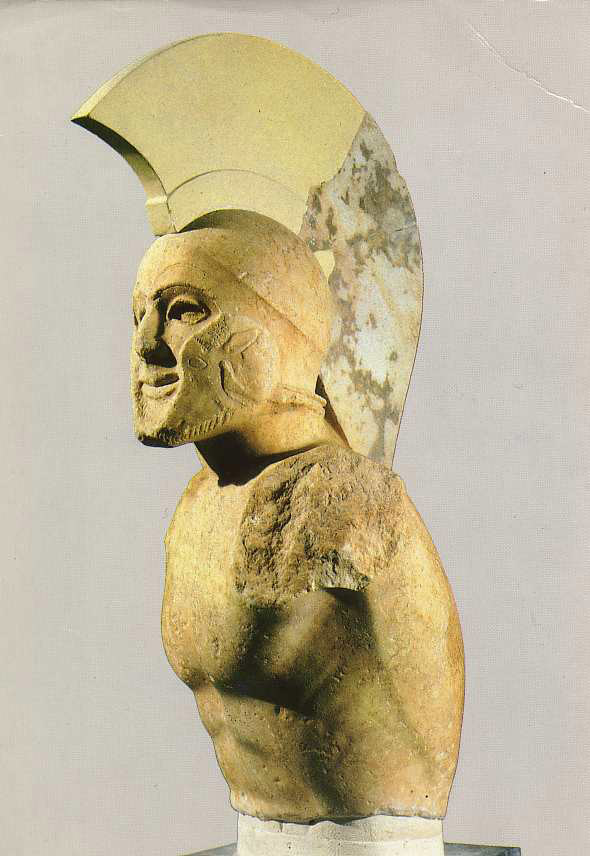
Sisakos hoplita harcos, Spárta I. e. 5. század

Spárta (ógörögül Σπάρτη, Σπάρτα, azaz Szparté, Szparta) az ókori Görögország egyik, szigoráról és katonaságáról nevezetes dór állama volt a Peloponnészoszi-félszigeten, amely hosszú ideig Hellasz egyik legnagyobb és legjelentősebb polisza volt. Kevéssé ismert tény, hogy ókori Hellászban Spárta csak a városnak a neve volt, magát az államot Lakedaimón (Λακεδαίμων) néven illették, ezért szerepelt a spártai katonák pajzsán a híres betűcímer, a lambda.

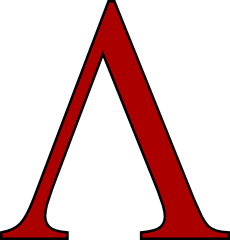
A spártai katonák pajzsán szereplő híres betűcímer, az állam nevének - Lakedaimón (Λακεδαίμων) görög kezdőbetűje, a lambda.

## A történelmi város leírása
Spárta a Peloponnészosz délkeleti területét alkotó Lakedaimón vagy Lakóniké (latinul Lacedaemon, Laconia) legfontosabb települése volt, mely az Eurótasz (Ευρώτας) és Knakion folyók között fekszik. Nevét a hitrege Lakedaimonra vezette vissza, aki feleségül vette Spártát, Eurótasz leányát. A város több halmon épült, 48 sztadionnyi kerülettel és hatalmának tetőpontján több mint hatvanezren lakták. A spártaiak magukat nem spártainak, hanem lakedaimóniaknak, államukat Lakedaimónnak hívták, pajzsukon a Λ betű is ezt jelentette.
A legmagasabb hegy, melyen a város épült, a 750 láb magas északnyugati domb, rajta az akropolisszal, mely az athénihez hasonlóan számos nevezetes épülettel bírt. Ilyen volt Athéné Khalkioikosz temploma (érccel díszített falazatú), (melyben az áruló Pauszaniasz halt meg), Athéné Ergané temploma és a múzsák szentélye. Déli szélén, a félig a hegyoldalba épülve, feküdt a theatron. Az akropolisz és általában a város erődítményei Nabisz türannosz idejéből valók voltak (Kr. e. 190).
A város, a spártai szabadok lakóhelye tulajdonképpen 5 faluból, kóméból állt. Ezek közül négy – keleten Limnai, délen Meszoa, délnyugaton Künoszura, északon Pitané – egy összefüggő, 3 km² kiterjedésű területet alkottak. Az ötödik, Amüklai tőlük 5 km-re délre feküdt amit a feltételezések szerint az i. e. 720-as években csatoltak politikailag Spártához. Ekkor keletkezhetett a rhétra, a spártai alkotmány szövege. Az antik Görögország korában Spárta egyáltalán nem nézett ki városias településnek, különösen nem Athénhoz képest. Csak a hellenisztikus korban nyert városias formát. Az akropolisz aljában keleti irányban feküdt a piac (Agora). Itt volt a perzsa háborúk zsákmányából épült perzsa csarnok, a tanácsház, az ephoroszok és más tisztviselők tanácstermei, s több szentély. Következtek a királysírok, majd több utca, melyek közül az utolsó (hüakinthiai) Amüklaiba vezetett. Az akropolisz és az Eurótasz között feküdt az Isszorion, egy domb, melynek rendkívül kedvező stratégiai helyzete volt, mellette a Circus, Artemisz Limnaia temploma, délre pedig a versenyfutó hely (domosz). A városon kivül platánerdő volt (platanisztasz), hősök és félistenek szobraival és emlékeivel. A régi Spártából aránylag kevés maradt meg – az összes, ami épületekből ránk maradt, a színház romjai és az úgynevezett Leonidasz-sír (hatalmas mészkőkockákból készült emlék), amelyről azonban kétséges, megfelel-e elnevezésének. Kisebb műemlékek közül a helyi múzeumban vannak régi síremlékek a jellemző szürke márványból és a dioszkuroszokat ábrázoló szobrok és domborművek.

## Társadalma
A spártai rendszer kialakítását a törvényhozó Lükurgosznak tulajdonítja a hagyomány kb. az i. e. 8. században, de az ő valóságos személy voltát már az ókorban is kétségbe vonták. A történelmi adatok szerint a spártai egyenlőség eszméje és sok más jellemzően spártainak tartott vonás sokkal későbbi fejlemény. A vagyoni egyenlőség sohasem állt fenn. Az i. e. 6. században és az i. e. 5. században sok spártai – közülük csak egy király, Damaratosz – nyert olümpiai kocsiversenyt, amihez drága istállót és lovakat kellett tartani, és ezt csak nagyon gazdagok engedhették meg maguknak. Spártában virágzott az elefántcsont-, kerámia- és fémművesség az i. e. 7. században és az i. e. 6. században, ami az intenzív kereskedelem révén eljutott az etruszkokhoz, Hispániába, Észak-Afrikába, Galliába, de a magyarországi Ártándról is kerültek elő emlékei. Ennek a virágzásnak i. e. 525 körül valami hirtelen véget vetett, a polgárok közismert munkatilalma ezután alakulhatott ki, de ennek létezését néhány kutató újabban megkérdőjelezi.
A rendszer általunk ismert végső formájában minden spártai egyformán fel volt jogosítva az államéletben való részvételre; ez a jogosultság ahhoz a feltételhez volt kötve, hogy az illető polgár spártai nevelésben részesült, spártai fegyelem és erkölcsök szerint él s járulékát a férfiak közös ebédjéhez (szüsszitia) szabályszerűen lerója. A fiúk nevelése (agogé) arra irányult, hogy edzettek, erősek és ügyesek, feljebbvalóik iránt engedelmesek legyenek. A 7. életévtől kezdve egész a hadköteles korig (20. életév) elvonták őket a házi neveléstől, tagokba (ilai) és századokba (agélai) sorozták őket, ahol paidonomoszok vezetése alatt gimnasztikai és hadi gyakorlatokat űztek, ezenkívül bizonyos táncokra és kardalok éneklésére tanították őket. A 20. életévvel kezdetét vette a hadkötelezettség, eleinte könnyebb gyakorlatokkal, a helótákra való felvigyázással stb., s a 60. életévig tartott. A hadkötelezettség az országon kívüli szolgálatra is kiterjedt. A lányokat is bevonták a táncba, kardalok éneklésébe s a gimnasztikába.
A spártai társadalom élén a két király állt, akik két családból, az Agiadák és Eurüpóntidák közül kerültek ki. A trónt mindkét dinasztiában a legidősebb fiú örökölte, de egy külön szabály értelmében a király trónra lépése után született fiai rangelőnyben voltak, az idősebbek csak utánuk következtek. Mivel a királyok legfontosabb szerepe a hadvezetés volt, ha egyikük még kiskorú volt, akkor helyette régensként egy férfi családtagja intézte az ügyeket.
A többi teljes jogú polgár, az ún. egyenlőek jogi helyzete elvileg egyenlő volt. Részt vehettek a népgyűlésen (apella), ami megválasztotta közülük a legfontosabb tisztségviselőket, az 5 ephoroszt, akik egyes egykorú vélemények szerint a tényleges hatalmat birtokolva türannoszokként vezették Spártát. A vének tanácsa, a gerúszia tagjait élethosszig választották a 60 évesnél idősebb polgárok közül. A spártai társadalom igen tagolt volt, eltérő jogú polgárokkal:
- Teljes jogú polgárok:
  - a homoioszok voltak a teljes jogú polgárok, ezt a jogot csak a legidősebb fiú örökölte automatikusan.
- Részleges jogúak vagy a polgárjogra esélyesek
  - a hüpomeiónok spártainak született polgárok, másod-, illetve többedszülöttek, akiknek nem jutott klarosz;
  - a mothaxok törvénytelen gyerekek voltak, akik a teljes jogú polgárok módjára kaptak kiképzést és teljesítettek katonai szolgálatot;
  - a treszanteszek olyan spártaiak voltak, akiket kizártak a teljes jogú polgárok (homoiosz) közül, mert a harctéren gyáván viselkedtek;
  - a trophimoszok perioikoszok vagy külföldiek gyermekei voltak, akik spártai nevelést kaptak;
  - a neodamódészek egykori helóták voltak, akiket felszabadítottak, mert hoplitaként szolgáltak;
  - a nothoszok olyan törvénytelen gyerekek voltak, akik nem kaptak spártai nevelést.
- Körüllakók
  - a perioikoszok a szabad, saját településeiken autonómiát élvező népek tagjai voltak;
  - a szkiritészek a spártai állam határán, Szkiritiszben laktak a perioikoszokéhoz hasonló helyzetben.
- Szolgák
  - a helóták az ókori Spárta földművelő, jobbágysorú (tehát nem rabszolga), a poliszban politikai jogok nélkül élő tagjai;
  - a duloszok adható-vehető rabszolgák voltak.

## A városállam története

### Korai története
A polisz története az i. e. 10. században a dór vándorlással kezdődik, amikor a dórok meghódították a korábban a mükénéi korban itt lakó akhájokat. A kettős királyságot is ebből a korból szokás eredeztetni, de hogy miképp, arra már több verzió is létezik. Az egyik szerint a tulajdonképpeni két dór törzs (phülé), a Hülleisz és a Dümanesz vezetőiről van szó, a harmadik dór törzs neve (Pamphüloi) ugyanis "mindenféle törzsből valót" jelent, azaz afféle utólagos kreációra utal. A másik változat szerint a hódító dórok és az alávetett akhájok vezetőiről van szó egyféle kiegyezés útján, ahol az akhájok vezető rétegét egyenlőnek ismerték el a dórokkal. De ezentúl ennél későbbi fejlemény is lehet a két király intézménye. A két király teljesen egyenrangú volt, az egyik nem tehetett semmit a másik vétója ellen. Ugyanakkor az Agiada királynak egy kicsit nagyobb tisztelet járt, mint az Eurüpóntidának, mert családja a hagyomány szerint ősibb volt. Egy spártai legenda Arisztodémosz király ikerfiaira vezeti vissza a kettős királyságot. Egyes kutatók viszont az abszolutizmus elkerülésének igényére, ahogy Róma két consulja esetén. Bár ez is egy bizonyos fejlődés eredménye. Rómában a király hivatalonoka volt az egyetlen konzul, aki csak később kapott kollégát a korai köztársaság idején. A két karthágói suffes is példa a kettős hatalomra.
Az i. e. 9. században Lakedaimónban talált szétszórt, politikai központtal nem rendelkező őslakosokból lettek a perioikoszok, a betelepülő új telepesek i. e. 850 és i. e. 750 között kialakítják a protogeometrikus kerámia helyi változatát, ami még ellenállt a külső behatásoknak. A háborúk csillapodásának jele, hogy a hagyomány szerint i. e. 776-tól négyévente megrendezik az olümpiai játékokat amelyeknek idejére általános fegyverszünet lép életbe. i. e. 750 és i. e. 650 között Spárta kilép az elszigeteltségből, és a vázákon argoszi és korinthoszi motívumok jelennek meg. Az ebből a korból származó edények már ismertek Spárta dél-itáliai kolóniájából (apoikia), Taraszban is. Az i. e. 6. század második felének elefántcsontfaragás, bronzművesség és terrakottakészítés termékei már az egész mediterráneumban elterjednek. Ekkor Spárta külföldi művészeket is vendégül lát, például a magnésziai Bathüklész Amüklaiban megfaragja Apollón híres trónját. A gazdagoknak szóló szép tárgyak mellett azok silányabb utánzatai is megtalálhatók, nyilván a szegényebbek számára, akik utánozni szeretnék a gazdagokat. i. e. 525 után ennek a virágzásnak valami véget vet, és a spártai művészet rohamos hanyatlásnak indul, de az előző korszak régészeti bizonyítékai élesen ellentmondanak a későbbi írók egyenlőségről, egyszerűségről és idegengyűlöletről szóló tudósításainak.
A régészeti bizonyítékok szerint az i. e. 8. század második felében az első messzéniai háborúban Spárta megszerezte Messzénia termékeny központi területeit – Messzénét és környékét – és lakóit perioikoszokká tette. Fél évszázad múlva – valószínűleg a spártaiaknak az Argosztól elszenvedett veresége nyomán – a messzénéiek fellázadtak és az árkádiaiak segítségével 20 évig sikeresen ellenálltak. Ez volt a második messzéniai háború, amiben végül Spárta győzött, és most már egész Messzéniát megszerezte. Valószínűleg erre a korra utal az a hagyomány, miszerint Lükurgosz államreformja során 9000 klaroszt osztott szét a spártaiak és 30000-et a perioikoszok között. Ekkor indult virágzásnak a spártai művészet és az árkádiai nemzetközi kapcsolatok. Az árkádiai Tegeával a szántóföldekért vívott küzdelem végül egy ütközőállam létrehozásával ért véget. Ekkor Argosz maradt az egyetlen veszélyes rivális, akiket i. e. 546-ban sikerült legyőzni a thüreai csatában, s ezzel az északi szárazföldi határ veszélyeztetettsége egy időre megszűnt.

### A katonai szellem megerősödése

#### Spártai hegemónia

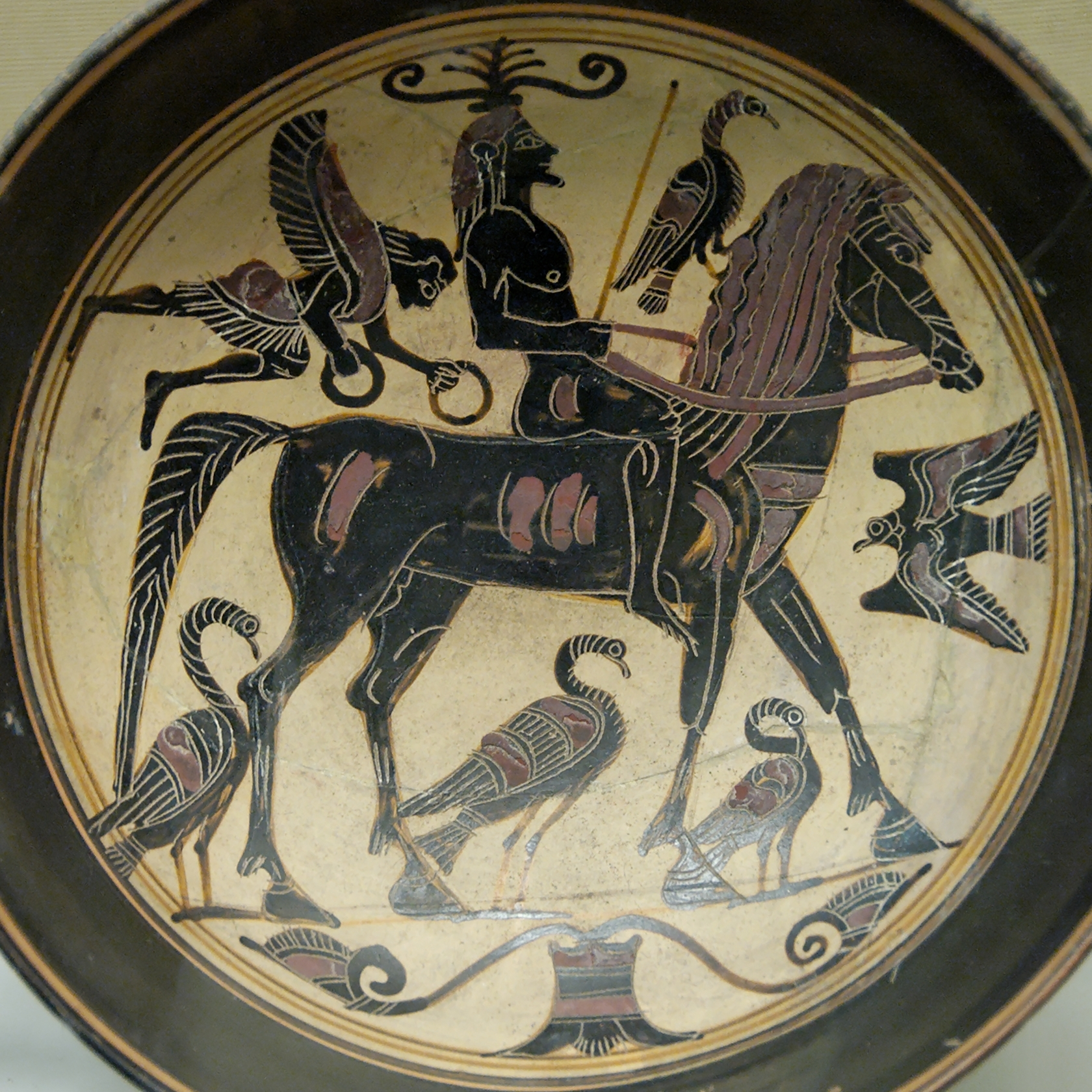
A "Lovasok festője" által dekorált váza Spártából, az ie. 550-520-as évekből. A szárnyas alak feltehetően Niké. Jelenleg a British Museum őrzi.

Az i. e. 6. század közepén a háborúk következtében megerősödött a spártai katonai szellem, amit az antik tradíció Khilónhoz, a hét bölcs egyikéhez köt, aki i. e. 556-ban volt ephorosz. A katonai szellem a kereskedelem és kultúra hanyatlását eredményezte, a perzsa, kelta, karthágói és athéni kereskedelmi versenytársakkal szemben Spárta alulmarad, a helyi piacok felé forduló kézművesek termékein az igénytelenség lesz úrrá. Ekkor jelenik meg a spártai "egyszerűség" és idegengyűlölet (xenélaszia, szó szerint "idegenek kiűzése"). Ugyanekkor kiépíti a peloponnészoszi katonai szövetséget, a szümmakhiát, amiben Argosz kivételével minden peloponnézoszi polisz részt vesz. Háborúban közösen viselik a költségeket, békében viszont semmilyen adót nem fizetnek. Az egyes poliszok teljes autonómiát élveznek.
A görög-perzsa háborúk kezdetére – amikor a Perzsa Birodalom megpróbálta alávetni uralmának a görög szárazföldet – Spárta volt Görögország vezető katonai hatalma az Iszthmoszi Szövetség élén. A marathóni csatába vallási okokból későn érkeztek, ott megtekintették a halott perzsákat, majd gratuláltak az athéniaknak és hazavonultak. Formálisan ők voltak a görög hadsereg és flotta vezetői a szalamiszi csata idején is, ami előtt 300 spártai a thermopülai csatában tartóztatta fel egy ideig a perzsákat – ami óriási méretű volt, de a 700 000-es becslés inkább túlzó, mint valós – mind egy szálig elesve élükön I. Leónidasz Agiada királlyal. i. e. 479-ben azután a plataiai csatában Boiótiában a szárazföldön is sikerült a perzsák visszamaradt hadseregét legyőzni Pauszaniasz spártai régens vezetésével, aki Leónidasz halála után a fiatal Pleisztarkhosz helyett uralkodott.

#### Athéni hegemónia
A háborús győzelmek azonban inkább Athén érdemei voltak, s ez nagyon megnövelte a Themisztoklész flottafejlesztése miatt tengeri és kereskedelmi hatalommá vált Athén tekintélyét, ugyanakkor Spártától elfordultak a perzsa despotaként viselkedő Pauszaniasz miatt. Spártát később nagyon meggyengítette az i. e. 464-es földrengés, amiben 20 000 homoiosz és perioikosz halt meg. Nyomában azonnal kitört a harmadik messzéniai háborúnak is nevezett nagy helótafelkelés, amit csak i. e. 458-ra sikerült a többi görög polisz segítségével leverni. Spárta szerencséjére a perioikoszok nem lázadtak fel, ami sokkal jobb helyzetüket mutatja talán a spártai társadalomban.
Időközben Athén létrehozta a Déloszi Szövetséget, ami kezdett athéni birodalommá válni. E miatt az athéni politika miatt régi szövetségesei visszapártoltak Spártához, és a két szövetség ellentétei i. e. 431-ben a peloponnészoszi háborúhoz vezettek. A felek kezdetben nem bírtak egymással, mert Spárta a szárazföldön, Athén a tengeren dominált. Spárta a szárazföldön blokád alá vonta Athént, de az a tenger felől el tudta látni magát. Végül a szicíliai expedíció meggyengítette Athén tengeri hatalmát, és Lüszandrosz nauarkhosz vezetésével Spárta az aigoszpotamoi csatában szétzúzta az athéni flottát.

#### Spártai hegemónia
Az ezt követő spártai dominanciát a győztesek rendkívül rövidlátó politikája jellemezte, s hamarosan régi szövetségesei – Korinthosz, Thébai, Argosz – ismét Spárta ellen fordultak összefogva ősellenségükkel, Athénnal, s i. e. 395 és i. e. 387 között a végül döntést nem hozó korinthoszi háborúban csaptak össze Spártával. A következő években Thébai Epameinóndasz és Pelopidasz vezetésével megerősítette a Boiót Szövetséget és i. e. 379-ben a leuktrai csatában a források szerint 932 homoiosz közül jelenlévő 700-ból 400-at megölve új harctéri taktikájával tönkreverte a számbeli fölényben lévő spártai phalanxot, amivel végeszakadt Spárta többévszázados görögországi dominanciájának.

#### Thébai hegemónia
Théba rövid hegemóniája következett, aminek során a Peloponnészoszra tette át a harcok színterét s emberemlékezet óta először lépett idegen hadsereg Lakedaimón területére. A spártaiak peloponnézoszi dominanciáját megtörendő a spártai határokhoz közel Árkádiában felépítette az új nagyvárost, Megalopoliszt, s az újonnan a Boiót Szövetség mintájára szervezett Árkádiai Szövetség székhelyévé tette. Behatolt Messzéniába és felszabadította a több száz éves spártai uralom alól. Az Ithómé hegyen – ahol a helóták éveken keresztül sikeresen kitartottak – felépítette a régi várost, Messzénét, hogy a messzéniaiak meg tudják magukat védeni. Jelentős szántóföldektől megfosztva, új ellenségektől körülvéve Spárta főhatalma ekkor végleg lehanyatlott.
Ahogy lenni szokott, Thébai szövetségeseinek egy része elpártolt az új hegemóntól, s i. e. 362-ben a mantineai csata (i. e. 362) többek között Athén, Spárta, Mantinea és Élisz harcoltak Thébai, a Boiót Szövetség, Tegea, Argosz, Megalopolisz és mások ellen. A csatában Epameinóndasz már győzött, amikor az ellenség üldözése közben halálos sebet kapott, s utolsó kívánságára – miután Pelopidasz már korábban meghalt, és nem volt több nagy thébai vezető – a thébaiak a status quo alapján békét kötöttek Spártával, Athénnal és szövetségeseikkel. Thébai visszahúzódása után megnyílt az út a makedón befolyás növekedése előtt, s i. e. 338-ban a khairóneiai csatában II. Philipposz legyőzte a görög városok egyesült seregét.

### A hellenizmus idején
Így került Spárta Makedónia uralma alá, amit hasztalan próbált i. e. 330-ban lerázni. Nagy Sándor halála i. e. 323-ban és birodalmának diadokhosz államokra bomlása lélegzetvételhez juttatta a görög városokat. Megerősödtek az először i. e. 367-ben említett Aitóliai Szövetséghez vagy az i. e. 6. századi törzsszövetségből az i. e. 5. században városszövetséggé, koinonná alakuló Akháj Szövetséghez hasonló városszövetségek. Ezek mérsékelték a makedón befolyást, de az Akháj Szövetség konkurenciát is jelentett Spárta számára. Az i. e. 3. század közepén IV. Agisz és III. Kleomenész királyok sikertelen kísérletet tettek Spárta régi fényének fölélesztésére. Ezeknek a törekvéseknek i. e. 222-ben vetett véget a szellasziai csata, amelyben Kleomenész és hadserege vereséget szenvedett Makedóniától és az Akháj Szövetségtől. Rövid önállóságot (i. e. 206 – i. e. 190) még Nabisz türannosz alatt élvezett.

### A Római Birodalom idején
Makedónia i. e. 148-ban történt római provinciává válása után római uralom alá kerül. Ekkor is élvezett bizonyos autonómiát, például i. e. 140-ben a régi ellenféllel Messzénével támadt vitájában Milétoszt kérik fel döntőbírónak.